# Eduardo Vittar Smith
Eduardo Víctor Vittar Smith (Santiago del Estero, 13 de julio de 1945-13 de septiembre de 2023) fue un músico y cantante argentino, orientado principalmente a la música popular argentina, que integró el Cuarteto Zupay, uno de los grupos vocales más destacados de Argentina, desde su fundación hasta 1971 y desde 1973 hasta su disolución en 1991. Con posterioridad ha formado un dúo con Rubén Verna, quien también integrara el Cuarteto Zupay.

## Trayectoria
En 1966, a los 22 años, fue convocado por los hermanos Juan José García Caffi (primer tenor) y Pedro Pablo García Caffi (barítono), para integrar la primera formación del Cuarteto Zupay. En ese momento el grupo se integró también con Aníbal López Monteiro, como segundo tenor. Se retiró del grupo en 1971, siendo reemplazado por Javier Zentner, pero volvió a integrarlo en 1973, luego de que Zentner decidiera dejarlo. Participó en todos los álbumes grabados por el Cuarteto Zupay con excepción de Si todos los hombres... de 1972.
Entre las obras más destacadas realizadas con el Cuarteto Zupay se encuentra El inglés, obra teatral-musical sobre las Invasiones Inglesas, escrita por Juan Carlos Gené en 1974, con música de Rubén Verna y Oscar Cardozo Ocampo y protagonizada por el actor Pepe Soriano. La obra obtuvo un gran éxito y fue representada durante 1974, 1975 y primer trimestre de 1976, en todas partes del país, interrumpiéndose por el golpe militar del 24 de marzo de 1976 y repuesta a partir de 1983. Durante la dictadura militar fue incluido durante tres años en las listas negras, junto con el Cuarteto Zupay.
Luego de la Guerra de las Malvinas en 1982 y con la recuperación de la democracia a fines de 1983, se produjo una gran expansión de las actividades artísticas, fuertemente restringidas o censuradas durante la dictadura. El Cuarteto Zupay fue uno de los grupos más exitosos de los años postdictadura, grabando trece álbumes entre 1981 y 1989. En 1991 el grupo se disolvió. 
Luego de los Zupay integró un dúo con Rubén Verna, quien también integrara el cuarteto.

## Discografía

### Álbumes con el Cuarteto Zupay
1. Folklore sin mirar atrás, Trova TL 13, 1967
2. Folklore sin mirar atrás Vol. 2, Trova TL 18, 1968
3. Juglares, CBS Columbia, E 19007, 1970
4. Cuarteto Zupay, CBS Columbia, 19316, 1973
5. Canciones que canta el viento, Philips, 5334, 1976
6. El arte de Zupay, Philips (España), 1977
7. Cuarteto Zupay: Retrospectiva, Philips, 5266, 1979
8. Dame la mano y vamos ya, Philips, 5377, 1981
9. La armonía del Diablo, Philips, LP 5413, 1982
10. Cuarteto Zupay - Argentina, Organización de los Estados Americanos, OEA-019, 1982
11. El inglés, Philips, 22006/7, 1983
12. Cuarteto Zupay - Antología, Philips, 6347 403 Serie Azul (Brasil), 1983
13. Nebbia-Zupay, para que se encuentren los hombres, RCA TLP 50134, 1983
14. Memoria del pueblo, Philips, 822 690 - 1, 1984
15. Canto a la poesía, Philips, 822 328 - 1 / 822 329 - 1, 1984
16. Canciones de amor, Philips, 824 979 -1, 1985
17. Canciones para convivir, Philips, 830 235 - 1, 1986
18. Canciones infantiles, Philips, 830 664 - 1, 1986
19. Mayo del 67, Philips 67416, 1987
20. Con los pies en la tierra, Philips, 842 118 - 1, 1989